# Ludwig August von Sachsen-Coburg und Gotha

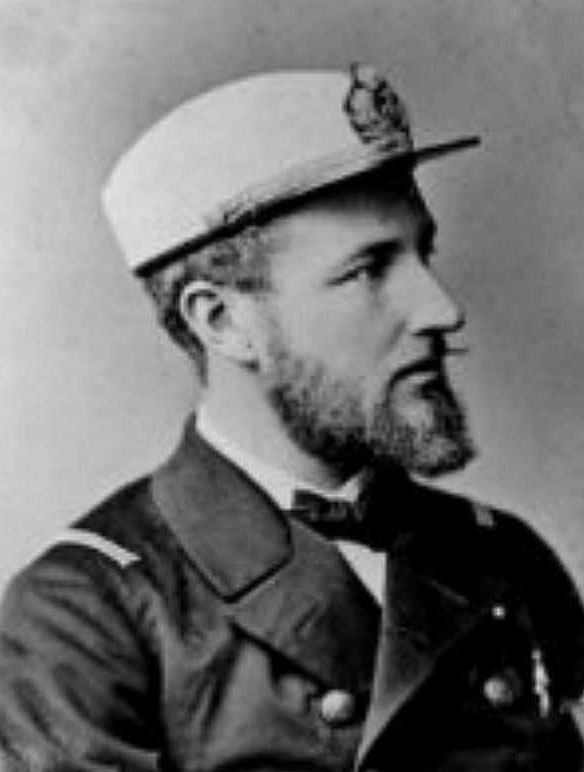
Prinz Ludwig August von Sachsen-Coburg und Gotha

Ludwig August Maria Eudes von Sachsen-Coburg und Gotha (* 9. August 1845 auf Schloss Eu; † 14. September 1907 in Karlsbad) war ein Prinz aus der katholischen Linie Sachsen-Coburg-Koháry sowie kaiserlich brasilianischer Admiral.

## Leben
August wurde als Sohn von Prinz August von Sachsen-Coburg und Gotha (1818–1881) und dessen Ehefrau Clementine d’Orléans (1817–1907), Tochter des französischen Königs Louis Philippe geboren.
Am 15. Dezember 1864 heiratete er in Rio de Janeiro Prinzessin Leopoldina von Brasilien, eine Tochter von Kaiser Peter II. Er war gemeinsam mit seinem Cousin Gaston nach Brasilien geschickt worden, damit die beiden Prinzen die Töchter Kaiser Peters heiraten sollten, wobei August ursprünglich die Kronprinzessin Isabella ehelichen sollte. Die Schwestern entschieden sich aber mit väterlicher Einwilligung schließlich jeweils für den anderen.

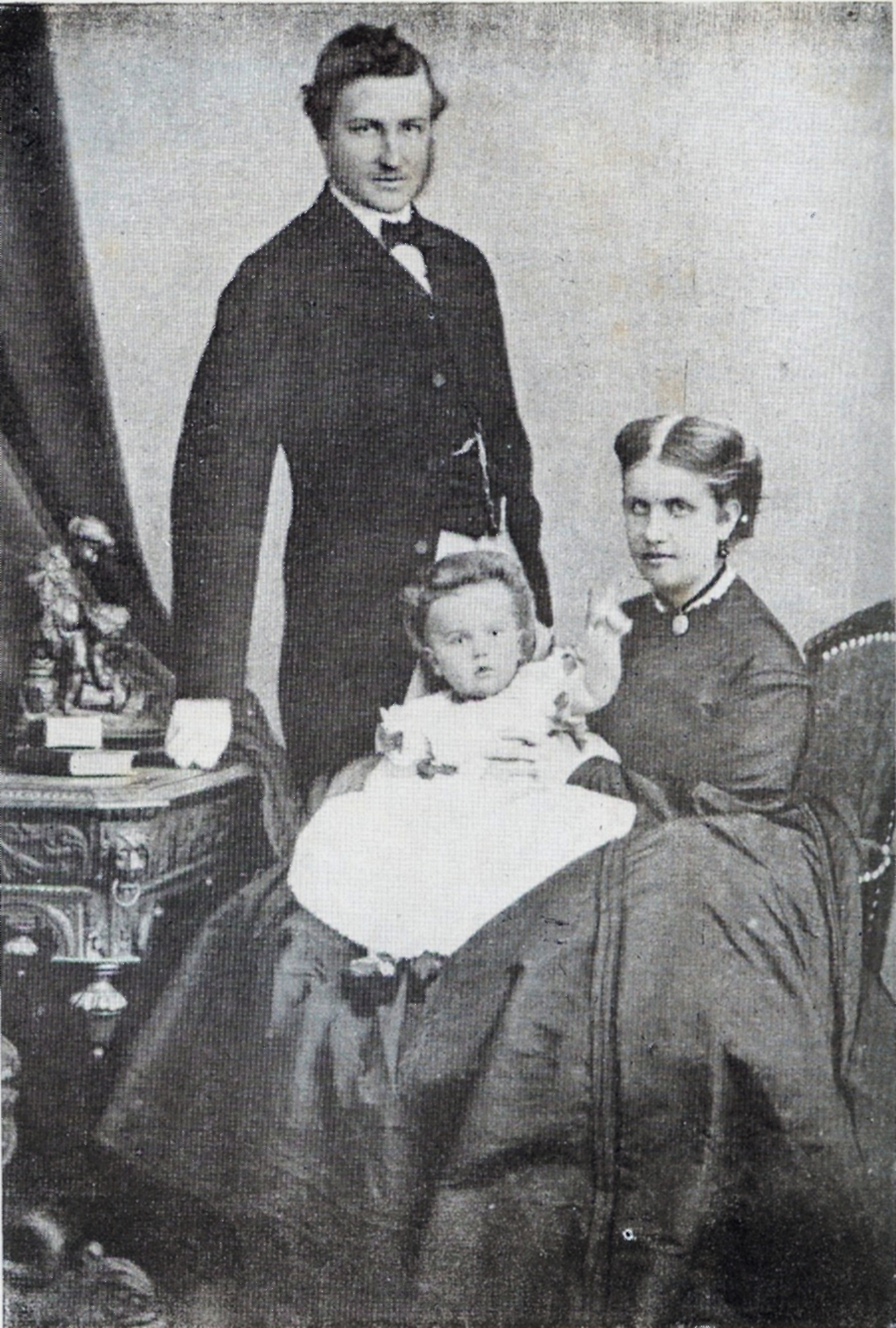
Prinz Ludwig August und Familie, 1867

Nach der Eheschließung erhielt August den Rang eines Admirals der brasilianischen Flotte, nachdem er bereits in Europa eine Marineausbildung hinter sich gebracht hatte. 1865 nahm er erfolgreich am Krieg Brasiliens gegen Paraguay teil. Im Deutschen Krieg hielt sich August mit seiner Familie in Ungarn auf, um hier seine Interessen zu wahren. Der Zweig Koháry war in Ungarn einer der größten Grundbesitzer. Nach dem frühen Tod seiner Frau behielt August seine Führungsposition in der Flotte von Brasilien und auch die Ehrenpräsidentschaft über die Historisch-Geographische-Gesellschaft, hielt sich vermehrt aber wieder in Europa auf. Hier widmete er sich seiner Jagdleidenschaft, vor allem dem Abschuss von Gämsen, wobei er es auf den Weltrekord von 3.412 Tieren brachte.

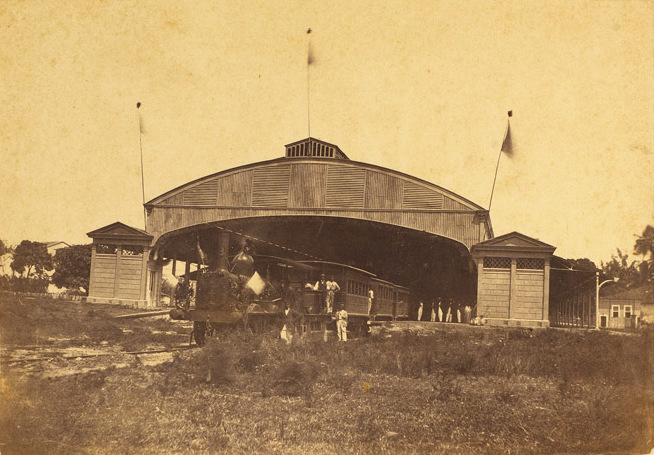
Zug von Prinz Ludwig, 1868

Bei der Weltausstellung in Wien 1873 vertrat August die brasilianische Dependance. Mit seinem Bruder Philipp unternahm er 1872/73 eine mehrmonatige Weltreise unter anderem nach Indien und Hawaii. Von Mai bis August 1879 nahm er seinen Bruder Ferdinand mit auf eine Reise nach Brasilien.
Nach dem Sturz der brasilianischen Monarchie 1889 diente August in der österreichisch-ungarischen Marine.
Seine beiden älteren Söhne galten zeitweise als kaiserlich brasilianische Thronprätendenten. August zählt zu den bekanntesten Deutschbrasilianern. Er ist gemeinsam mit seiner Gemahlin in der so genannten Koháry-Gruft der Kirche St. Augustin in Coburg bestattet.

## Nachkommen
Aus seiner Ehe hatte August folgende Kinder:
- Peter (1866–1934)
- August Leopold (1867–1922)

⚭ 1894 Erzherzogin Karoline von Österreich-Toskana (1869–1945)
- Joseph (1869–1888)
- Ludwig (1870–1942)

⚭ 1. 1900 Prinzessin Mathilde von Bayern (1877–1906)
⚭ 2. 1907 Gräfin Anna von und zu Trauttmansdorff-Weinsberg (1873–1948)